# ینی اولوخانلی
ینی اولوخانلی (به ترکی آذربایجانی: Yeni Uluxanlı، پیش از آن آیدینگون Aydıngün) یک منطقه مسکونی در جمهوری آذربایجان است که در شهرستان سالیان واقع شده‌است. ینی اولوخانلی ۱۰۶۰ نفر جمعیت دارد.

## دین
در مسجد جامع ینی اولوخانلی به‌نام امام زمان یک هیئت مذهبی وجود دارد.

## بومیان قابل توجه
- ناظم بابایف - قهرمان ملی آذربایجان.[۵]